# Помірки (урочище)
Помі́рки (колишня назва: Помярки пол. Pomiarki) — урочище у підніжжі низькогірних Українських Карпат, поблизу міста Трускавець.

## Розташування
Урочище «Помірки» розташоване у передгір'ї Карпат, за 3 км на південний-схід від середмістя Трускавця, на південь від гори Воротище. Помірки знаходяться на висоті 440—500 метрів над рівнем моря, між річками Солониця та Уличанка. Через урочище пролягає вулиця Помірецька.
На території Помірок розташоване Помірецьке родовище питних мінеральних вод, яке складається з Північної, Яружної та Північно-західної ділянок, джерела мінеральних вод: «Нафтуся» № 2, № 4 «Барбара», № 10 «Катерина». Тут також знаходиться водозабір мінеральної води «Барбара».

## Назва
Назва «Помірки» походить від помірів землі, наділів, які отримали селяни після скасування панщини у 1848 році в Австрійській імперії. Селян наділяли землею серед камеральних лісів в околицях Трускавця.

## Історія
У 1870 році були відкриті великі поклади озокериту (земляного воску) в урочищі «Помірки». Озокерит активно видобували відкритим способом на Помірках. Через недостатнє фінансування та відсутність відповідного промислового обладнання для видобутку та переробки озокериту, цей промисел перестає існувати до 1941 року.
З другої половини ХІХ ст. Трускавець активно розвивається, будуються нові вілли, готелі, пансіонати. Курорт починає поширюватися на «Помірки», так званий «Верхній Трускавець» або «Новий Трускавець». Урочище «Помірки» стає літнім курортом, оздоровчо-рекреаційним додатком трускавецького курорту. Були побудовані корти, спортивні майданчики, ресторан, танцювальний майданчик тощо.
У 1912 році в урочищі «Помірки», на місці старої озокеритної шахти, було відкрито джерело N4 «Барбара». На «Помірках» був облаштований невеличкий бювет, де відпускали мінеральну воду з джерела «Нафтуся» № 2, аналогічне по хімічному складу до джерела «Нафтусі» № 1, у дозованому вигляді.

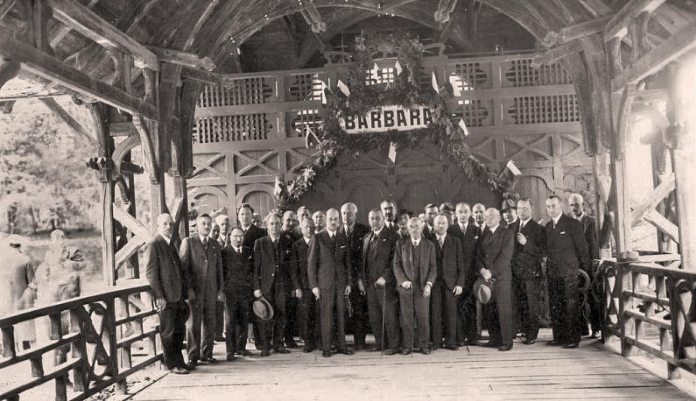
Презентація проекту «Барбара», 1936

Перша світова війна та окупація російськими військами на декілька років призупиняють розвиток курорту в урочищі «Помірки». Після війни курорт Трускавець не тільки відновлює свою діяльність, але й потужно розвивається. Так кількість відпочивальників у Трускавці зростає з року в рік. Якщо у 1923 році було 6 080 відпочивальників, то у 1927 — 12 633, 1930 — 13 396, 1931 — 14 659, а у 1933 році — 17 000, 1935 — 15 860 відпочивальників.
В урочищі «Помірки» була резиденція власника акціонерної спілки «Трускавецькі джерела» Раймонда Яроша. Тут він заклав Природничий музей ім. Емми Ярош, названий на честь покійної дружини, який відкрився 17 серпня 1929 року. У Природничому музеї було зібрано унікальну колекцію видів флори та фауни, 14,5 тисяч метеликів та жуків, понад 1100 експонатів мінералів, кількасот посудин із рідкісними екземплярами грибів та моху, 496 екземплярів літературних та наукових праць. Музейні колекції розміщувались у шести залах. Природничий музей ім. Емми Ярош був знищений у 1950-х роках.
Після вересня 1939 року всі приватні заклади були націоналізовані. Під час Німецько-радянської війни Трускавець з Помірками був німецьким військовим шпиталем.
Після «другого визволення» у 1945 році відомий у Європі курорт Трускавець радянські «визволителі» «реорганізували» у колгосп імені Тараса Шевченка. З часом занедбана була й відпочинкова зона в урочищі «Помірки», яка до нашого часу не збереглася.
Тільки у 1950-х роках розвитком «Помірок» зацікавились радянські «визволителі». У 1953 році на Помірках було збудовано піонерський табір «Світанок». Згодом були побудовані табори «Смерічка» та «Конвалія».
З 2003 року в урочищі діє санаторій «Конвалія», створений на базі однойменного дитячого табору.

### Купальне озеро
У 1920-х роках на «Помірках» було облаштоване купальне сірководневе озеро. Спочатку це був невеликий ставок на місці колишньої шахти з видобутку озокериту, до якого подавалася мінеральна вода з джерела «Катерина», яке знаходиться на місці шахти, з якої у 1892 — 1912 роках також проводився видобуток озокериту.

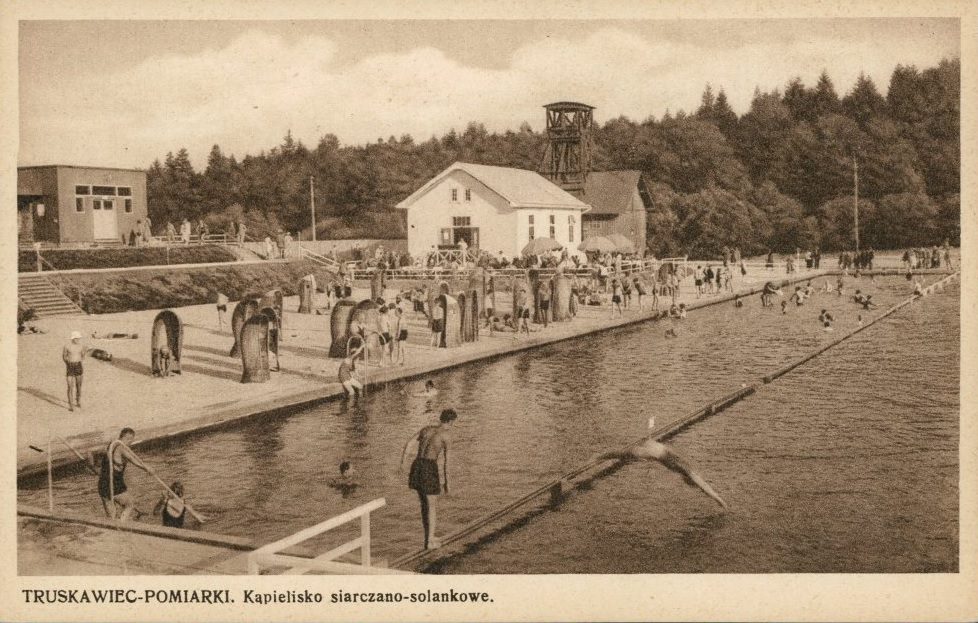
Урочище «Помірки», озеро, серпень 1939

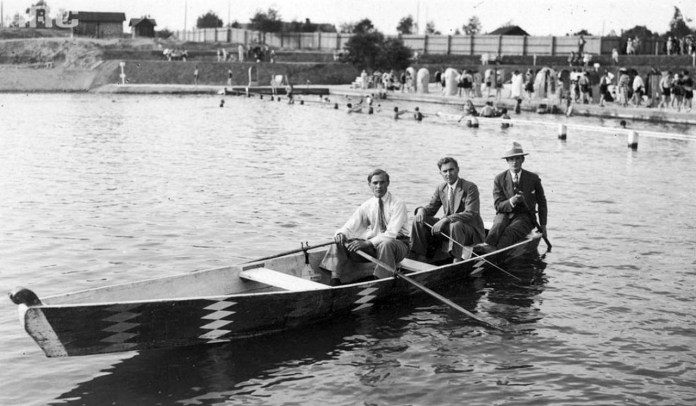

На початку 1930-х років площу озера була штучно збільшена до 10 тис. м², воно набуло квадратної форми. Глибина озера, починаючи з 70 см, сягала 10 метрів. На одному березі озера був створений пляж, який був покритий піском та галькою, які були привезені з берегів Балтійського моря поблизу міста Ґдиня. У взутті на пляж не пускали. Були збудовані душові кабіни та роздягальні.
За своїм хімічним складом вода була соляно-сірчаною, наближеною до морської води південних морів. Влітку вода в озері прогрівалась до 21-27 °C. До прикладу вода у Балтійському морі влітку має температуру 14-18 °C, у Середземному морі — 22-27 °C.
Соляно-сірчаний склад води озера сприяв лікуванню захворювань суглобів, шкіри, лімфатичних залоз, туберкульозних захворювань, при хворобах дихальних шляхів, гінекологічних хвороб, діабету, ожиріння, анемії та неврастенії. Ефективно діяло лікування на дітей із захворюванням на рахіт, золотуху.
По озеру здійснювались прогулянки на човнах та каяках. Щоосені воду спускали, для очищення озера та берегів, а на весну знову наповнювався.

### Завод мінеральних вод «Нафтуся»
Мінеральна вода з джерела «Нафтуся» № 1 при контакті з повітрям та світлом дуже швидко руйнується. Тому для промислового розливу та зберігання у пляшках була вибрана мінеральна вода з джерела «Нафтуся» № 2. У неї аналогічний гідро-карбонатно-сульфатний кальцієво-магнієвий склад, менший вміст органічних речовин та інших компонентів, вона придатна для тривалого зберігання та промислового розливу у пляшки. Щоб споживачі не плутались, мінеральна вода з джерела «Нафтуся» № 2 отримала назву «Нафтуся Трускавецька лікувальна вода». 
З 1961 року джерело «Нафтуся» № 2 в урочищі «Помірки» почало експлуатуватися для розливу мінеральної води. У 1962 році в урочищі збудовано завод з розливу мінеральної води «Нафтуся», який розливав воду під назвою «Нафтуся Трускавецька».. Продукція заводу реалізовувалася лише через аптечну мережу. У 1964 році мінерельна вода «Нафтуся» № 2 з свердловини № 24Р була атестована. 
В урочищі «Помірки» завод мінеральної води «Нафтуся» почав видобувати та фасувати лікувальну сіль «Барбара», ропу Трускавецьку.
У травні 1995 року завод мінеральних вод «Нафтуся» було приватизовано, а в 1997 році завод було реорганізовано у ЗАТ Фірма «Т.С.Б.».

## Заклади, установи та підприємства
На території урочища знаходяться:
- Новий міський цвинтар міста Трускавця
- Санаторій «Конвалія»
- Дитячий заклад санаторного типу «Світанок»[15]
- Дитячий позаміський заклад оздоровлення та відпочинку «Золота корона»
- Завод мінеральних вод «Нафтуся» «Т. С. Б.»
- Цех по виробництву натуральної солі «Барбара» «Т. С. Б.»
- Форельник